# (28119) 1998 SX71
A (28119) 1998 SX71 a Naprendszer kisbolygóövében található aszteroida. Eric Walter Elst fedezte fel 1998. szeptember 21-én.